# تسوباسا كوبو
تسوباسا كوبو (باليابانية: 久保 飛翔) (10 نوفمبر 1993 في ماتسوياما في اليابان – )؛ هو لاعب كرة قدم كان يلعب كمدافع.

## وصلات خارجية
- تسوباسا كوبو على موقع رابطة كرة القدم اليابانية للمحترفين (اليابانية)
- تسوباسا كوبو على موقع قاعدة بيانات كرة القدم.إي يو (الإنجليزية)
- تسوباسا كوبو على موقع Soccerway.com (الإنجليزية)
- تسوباسا كوبو على موقع عالم كرة القدم.نت (الإنجليزية)